# Associazione Calcio Milan 2021-2022
Questa voce raccoglie le informazioni riguardanti l'Associazione Calcio Milan nelle competizioni ufficiali della stagione sportiva 2021-2022.

## Stagione

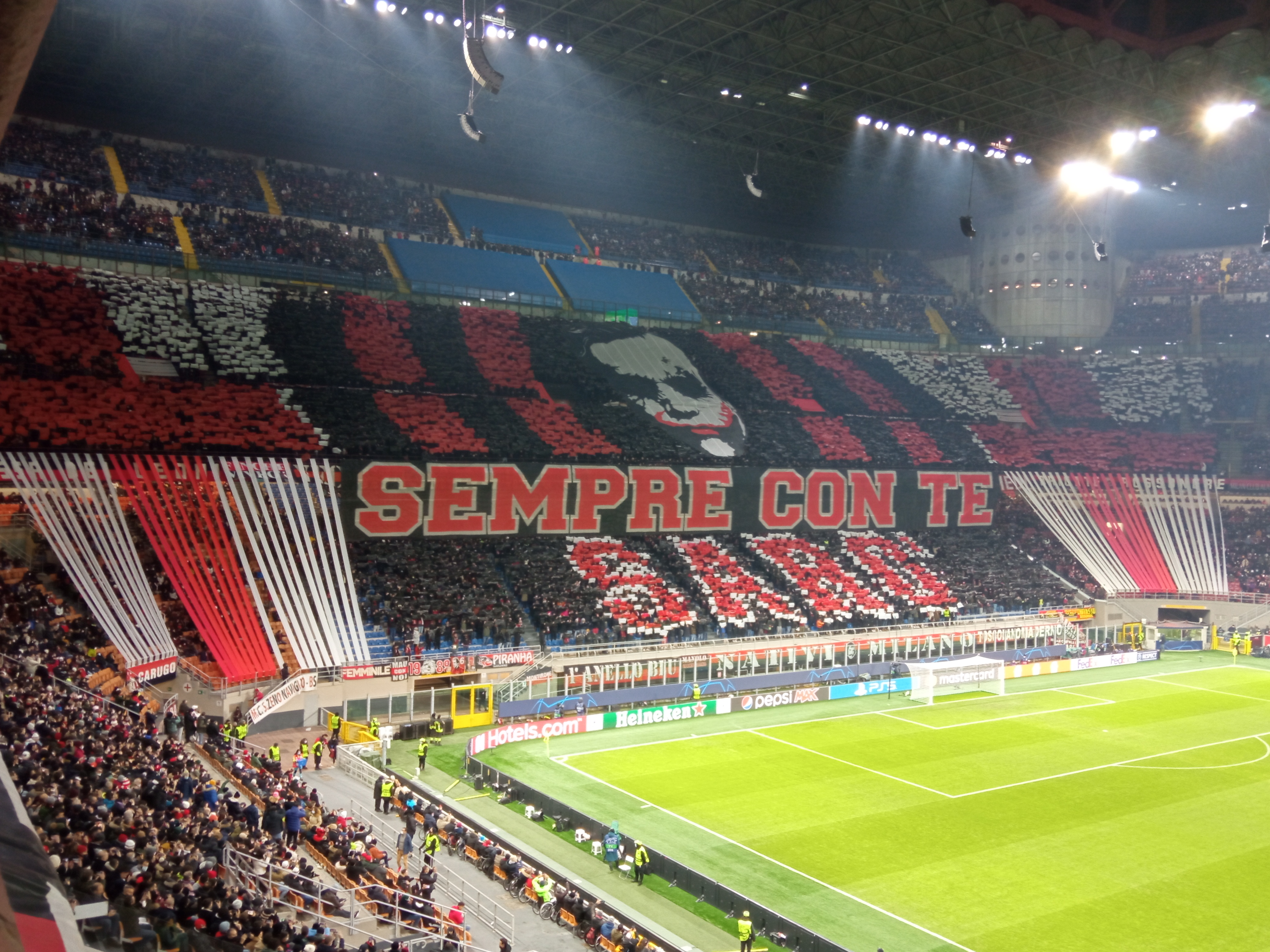
La coreografia della Curva Sud prima della gara di Champions League contro il Liverpool del 7 dicembre 2021

La stagione 2021-2022 segna il ritorno del Milan alla fase a gironi di Champions League dopo sette stagioni di assenza. In panchina viene confermato Stefano Pioli, dopo il raggiungimento del 2º posto in Serie A nella stagione precedente.
Il campionato si apre il 23 agosto 2021 con una vittoria di misura contro la Sampdoria al Ferraris per 1-0 grazie ad un gol di Brahim Díaz.
Il 26 agosto successivo il Milan, collocato in ultima fascia, viene sorteggiato nel girone di Champions League assieme a Atlético Madrid, Liverpool e Porto: curiosamente, l'ultima partita dei rossoneri nella massima competizione europea era stata proprio contro i Colchoneros, l'11 marzo 2014 al Calderón, mentre l'ultima finale, quella del 2007, aveva visto i Reds, mai affrontati nella fase a gironi, come avversari. Il 29 agosto il Milan torna ad ospitare i propri tifosi al Meazza dopo 559 giorni (il 17 febbraio 2020 contro il Torino l'ultima volta), grazie alle nuove regole sul contenimento della pandemia di COVID-19 che consentono l'ingresso del 50% della capienza dello stadio. I rossoneri, davanti a 31 946 spettatori, battono il Cagliari per 4-1, con le prime reti da milanisti del centrocampista Tonali e del neoacquisto Giroud (doppietta all'esordio in casa), oltre al gol di Leão. Il 15 settembre, dopo 2745 giorni, il club torna a disputare una gara di Champions League, venendo sconfitto per 3-2 dal Liverpool ad Anfield (prima volta nella storia dei rossoneri nello stadio inglese).

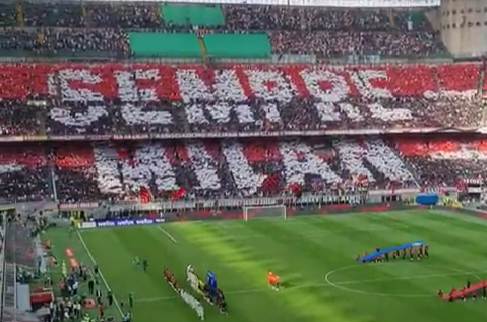
La coreografia allo Stadio Meazza in occasione di Milan-Atalanta del 15 maggio 2022

Nelle prime 12 giornate, con 10 vittorie e 2 pareggi (contro Juventus e Inter) i rossoneri si mantengono ai vertici della classifica insieme al Napoli, facendo altresì registrare la miglior partenza in campionato della loro storia. Il 20 novembre, allo stadio Artemio Franchi di Firenze, il Milan incassa la prima sconfitta stagionale in campionato (4-3 contro la Fiorentina) dopo una striscia di imbattibilità che durava da 17 partite: l'ultima battuta d'arresto risaliva alla 33ª giornata del campionato precedente (3-0 all'Olimpico di Roma contro la Lazio). Nella giornata successiva, il Milan subisce la seconda sconfitta in campionato, la prima in casa, contro il Sassuolo per 1-3, perdendo la prima posizione in favore del Napoli. A questo stop seguono due vittorie contro Genoa (da registrare l'infortunio di Kjær, che terminerà anzitempo la stagione per una lesione al crociato) e Salernitana, con i rossoneri che salgono per la prima volta in vetta solitaria alla classifica. Dopo un pareggio in extremis in casa dell'Udinese, i rossoneri perdono in casa contro il Napoli e poi chiudono l'anno vincendo 4-2 ad Empoli. Il Diavolo termina il girone di andata al secondo posto, con 42 punti, alle spalle dell’Inter, campione d'inverno.
L'anno nuovo si apre con due vittorie ai danni di Roma e Venezia. Tuttavia, nella giornata seguente, il Milan subisce un'altra sconfitta casalinga per mano dello Spezia (1-2), con feroci polemiche legate all'arbitraggio della partita. Dopo un pareggio a reti bianche contro la Juventus, il Milan affronta il derby da secondo a -4 dall'Inter che ha una partita in meno. I ragazzi di Pioli vincono 2-1 in rimonta grazie a una doppietta di Giroud e successivamente battono 1-0 la Sampdoria, con un gol di un Leão, sempre più trascinatore della squadra, riportandosi in testa alla classifica grazie anche al contemporaneo pareggio dell'Inter a Napoli. Due mezzi passi falsi del Milan contro l'Udinese e in casa della Salernitana ultima in classifica (2-2), e una crisi di risultati dell'Inter, consentono al Napoli di riavvicinarsi alla vetta della classifica, ma i rossoneri, che in questa fase del campionato fanno registrare una difesa di ferro ed un attacco poco prolifico, non sbagliano più un colpo: prima si sbarazzano dei partenopei al Maradona per 1-0 (ancora decisivo Giroud) e poi liquidano con lo stesso risultato Empoli e Cagliari, prima di essere fermati da due pareggi a reti inviolate contro Bologna e Torino Gli uomini di Simone Inzaghi, in ripresa dopo il periodo negativo, accorciano le distanze in classifica portandosi a due punti dai rossoneri, con possibilità di sorpasso dovendo recuperare la gara di Bologna, dalla quale però escono clamorosamente sconfitti: è la svolta decisiva. Il Milan mantiene così i due punti di vantaggio fino alla fine battendo nettamente Genoa, Lazio, Fiorentina, Verona e Atalanta.

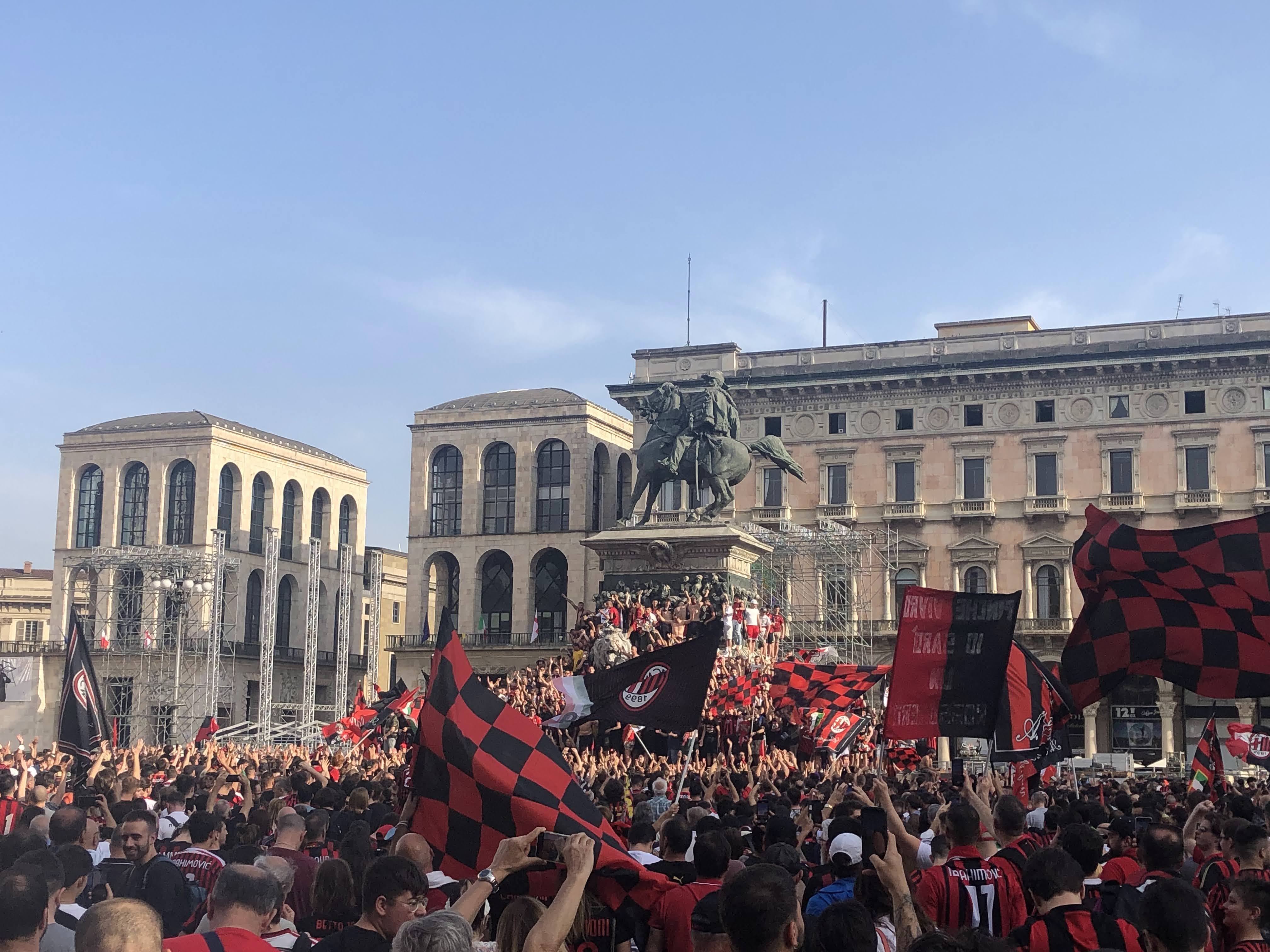
I tifosi del Milan festeggiano in piazza del Duomo la vittoria del 19º scudetto rossonero

Il 22 maggio 2022 i rossoneri superano il Sassuolo al Mapei Stadium di Reggio Emilia per 3-0, con una doppietta di Giroud ed un gol di Kessié, e conquistano il 19º scudetto della loro storia, ad undici anni di distanza dall'ultimo trionfo.
Il Milan chiude il campionato con 86 punti (miglior punteggio di sempre escluse penalità) e la miglior difesa del campionato con 31 reti subite, quest'ultimo primato condiviso con il Napoli. Con l'età media di 26 anni e 93 giorni, è la squadra più giovane ad aver mai vinto lo scudetto. A fine stagione vengono assegnati i premi individuali della Lega Serie A ai protagonisti del campionato: l'attaccante portoghese Rafael Leão viene premiato come miglior calciatore in assoluto, Mike Maignan vince il titolo di miglior portiere mentre mister Stefano Pioli viene eletto miglior allenatore e vincitore della panchina d'oro.
In Champions League il Milan viene eliminato ai gironi, classificandosi ultimo con 4 punti, collezionando una vittoria, un pareggio e 4 sconfitte. Dopo la partita d'esordio persa ad Anfield, il Diavolo esce sconfitto anche contro l'Atlético Madrid in casa (1-2), e allo Stadio do Dragão contro il Porto (1-0). Nelle partite di ritorno, i rossoneri pareggiano a San Siro contro i portoghesi (1-1) e vincono al Wanda Metropolitano per la prima volta nella loro storia grazie al gol di Messias nel finale, consentendo di mantenere viva la speranza di qualificarsi agli ottavi. Tuttavia nella sesta giornata il Liverpool vince per 1-2 al Meazza, eliminando, così, la squadra meneghina dal torneo continentale.
Il cammino in Coppa Italia si apre con una vittoria agli ottavi contro il Genoa per 3-1. Nei quarti di finale la squadra rossonera trova la Lazio, che batte per 4-0, aggiudicandosi un posto in semifinale contro l'Inter. Tuttavia vengono eliminati nel doppio confronto con i cugini, poi vincitori della competizione, con un pareggio per 0-0 all'andata ed una sconfitta per 3-0 al ritorno.

## Divise e sponsor
Lo sponsor tecnico per la stagione 2021-2022 è Puma, mentre lo sponsor ufficiale è Emirates Fly Better. Per la prima volta nella storia del club, sulle maglie compaiono lo sleeve sponsor ed il back sponsor, rispettivamente BitMEX e Wefox. Quest'ultimo esordisce in occasione della gara contro l'Udinese del 25 febbraio 2022.
In occasione della gara casalinga del 4 aprile 2022 contro il Bologna, i rossoneri scendono eccezionalmente in campo con la quarta divisa di gioco. Il Fourth kit, nato dalla collaborazione tra lo sponsor tecnico Puma e il fashion brand Nemen, fonde di fatto la prima e la seconda divisa in cui le strisce rossonere risaltano sul fondo bianco.
| Casa | Trasferta | Terza divisa | Quarta divisa | 1ª portiere | 2ª portiere | 3ª portiere | 4ª portiere |

## Organigramma societario
Dal sito internet ufficiale della società.
Consiglio di amministrazione
- CdA: Paolo Scaroni, Ivan Gazidis, Marco Patuano, Alfredo Craca, Giorgio Furlani, Stefano Cocirio, Massimo Ferrari, Gordon Singer (dal 26/10/2021),[66] Salvatore Cerchione (fino all'11/6/2022)[67]
- Collegio sindacale: Franco Carlo Papa (presidente), Luca Sala (sindaco supplente), Alessandro Ceriani (sindaco supplente), Cesare Ciccolini, Alberto Dello Strologo

Area direttiva
- Presidente: Paolo Scaroni
- Vice presidente onorario: Franco Baresi
- Amministratore delegato: Ivan Gazidis
- Ambasciatore del brand: Daniele Massaro

Area organizzativa
- Chief of staff: James Murray
- Direttrice delle risorse umane: Agata Frigerio
- Direttore stadio e responsabile accessibilità: Marco Lomazzi
- Venue director: Alessandro Zissis Bernacchi

Area comunicazione
- Responsabile: Pier Donato Vercellone
- Digital, media & The Studios director: Lamberto Siega

Area marketing
- Direttore commerciale: Roberto Masi
- Chief revenue officer: Casper Stylsvig
- Sponsorship sales director: Maikel Oettle
- Retail, licensing & ecommerce director: Valerio Rocchetti
- Direttore finanziario e amministrativo: Aldo Savi
- Partnerships director: Mauro Tavola
- Administration & purchasing director: Angela Zucca

Area tecnica
- Direttore: Paolo Maldini
- Direttore sportivo: Frederic Massara
- Allenatore: Stefano Pioli
- Allenatore in seconda: Giacomo Murelli
- Collaboratori tecnici: Daniele Bonera, Davide Lucarelli, Gianmarco Pioli, Luciano Vulcano, Igor Quaia
- Preparatori dei portieri: Dida, Emiliano Betti, Luigi Ragno
- Capo delle performance: Andrea Azzalin[68]
- Preparatori atletici: Luca Monguzzi, Matteo Osti, Roberto Peressutti, Marco Vago
- Team manager: Andrea Romeo

Area sanitaria
- Responsabile: Stefano Mazzoni[69]
- Medico sociale: Lucio Genesio[70]

## Rosa
Dal sito internet ufficiale della società.
| N. |                       | Ruolo | Calciatore                      |
| -- | --------------------- | ----- | ------------------------------- |
| 1  | Romania (bandiera)    | P     | Ciprian Tătărușanu              |
| 2  | Italia (bandiera)     | D     | Davide Calabria (vice capitano) |
| 4  | Algeria (bandiera)    | C     | Ismaël Bennacer                 |
| 5  | Senegal (bandiera)    | D     | Fodé Ballo-Touré                |
| 7  | Spagna (bandiera)     | A     | Samu Castillejo                 |
| 8  | Italia (bandiera)     | C     | Sandro Tonali                   |
| 9  | Francia (bandiera)    | A     | Olivier Giroud                  |
| 10 | Spagna (bandiera)     | C     | Brahim Díaz                     |
| 11 | Svezia (bandiera)     | A     | Zlatan Ibrahimović              |
| 12 | Croazia (bandiera)    | A     | Ante Rebić                      |
| 13 | Italia (bandiera)     | D     | Alessio Romagnoli (capitano)    |
| 14 | Italia (bandiera)     | D     | Andrea Conti                    |
| 16 | Francia (bandiera)    | P     | Mike Maignan                    |
| 17 | Portogallo (bandiera) | A     | Rafael Leão                     |
| 19 | Francia (bandiera)    | D     | Theo Hernández                  |
| 20 | Francia (bandiera)    | D     | Pierre Kalulu                   |
| 22 | Serbia (bandiera)     | A     | Marko Lazetić                   |

| N. |                                 | Ruolo | Calciatore          |
| -- | ------------------------------- | ----- | ------------------- |
| 23 | Inghilterra (bandiera)          | D     | Fikayo Tomori       |
| 24 | Danimarca (bandiera)            | D     | Simon Kjær          |
| 25 | Italia (bandiera)               | D     | Alessandro Florenzi |
| 26 | Italia (bandiera)               | C     | Tommaso Pobega      |
| 27 | Italia (bandiera)               | A     | Daniel Maldini      |
| 30 | Brasile (bandiera)              | C     | Junior Messias      |
| 33 | Bosnia ed Erzegovina (bandiera) | C     | Rade Krunić         |
| 41 | Francia (bandiera)              | C     | Tiémoué Bakayoko    |
| 46 | Italia (bandiera)               | D     | Matteo Gabbia       |
| 56 | Belgio (bandiera)               | C     | Alexis Saelemaekers |
| 64 | Italia (bandiera)               | A     | Pietro Pellegri     |
| 77 | Italia (bandiera)               | P     | Alessandro Plizzari |
| 79 | Costa d'Avorio (bandiera)       | C     | Franck Kessié       |
| 83 | Italia (bandiera)               | P     | Antonio Mirante     |
| 91 | Italia (bandiera)               | D     | Luca Stanga         |
| 93 | Svezia (bandiera)               | A     | Emil Roback         |

## Calciomercato

### Sessione estiva (dall'1/7 al 31/8)
Nella sessione estiva di calciomercato il Milan perde per scadenza di contratto Donnarumma e Çalhanoğlu, che si accasano rispettivamente al Paris Saint-Germain e all'Inter. Per sostituire il portiere azzurro il club meneghino acquista a titolo definitivo dal Lilla il francese Mike Maignan, mentre raggiunge con il Real Madrid l'accordo per la permanenza in prestito biennale di Brahim Díaz, che eredita la maglia numero 10 dal centrocampista turco. Vengono inoltre riscattati i cartellini di Tomori e Tonali dal Chelsea e dal Brescia. Come nuovo numero 9 viene scelto, dopo l'addio a Mario Mandžukić, l'attaccante del Chelsea Olivier Giroud. Sempre con la società londinese viene definito il ritorno di Tiémoué Bakayoko dopo due anni dall'ultima esperienza in rossonero. Vengono inoltre ingaggiati dalla Roma il neo campione d'Europa con la nazionale italiana Alessandro Florenzi, e dal Monaco il difensore Fodé Ballo-Touré e l'attaccante Pietro Pellegri. L'ultimo giorno di mercato il Milan acquista in prestito con diritto di riscatto il cartellino del centrocampista del Crotone Junior Messias, e a titolo definitivo dal Bordeaux quello di Yacine Adli, lasciato in prestito alla società francese per la stagione in corso.
| Acquisti         | Acquisti            | Acquisti         | Acquisti                                                                |
| R.               | Nome                | da               | Modalità                                                                |
| ---------------- | ------------------- | ---------------- | ----------------------------------------------------------------------- |
| P                | Mike Maignan        | Lilla            | definitivo (15,4 milioni €)                                             |
| P                | Alessandro Plizzari | Reggina          | fine prestito                                                           |
| D                | Fodé Ballo-Touré    | Monaco           | definitivo (5,4 milioni €)                                              |
| D                | Andrea Conti        | Parma            | fine prestito                                                           |
| D                | Alessandro Florenzi | Roma             | prestito oneroso (1,87 milioni €) con diritto di riscatto               |
| C                | Tiémoué Bakayoko    | Chelsea          | prestito biennale oneroso (3 milioni €) con diritto/obbligo di riscatto |
| C                | Junior Messias      | Crotone          | prestito oneroso (2 milioni €) con diritto di riscatto                  |
| A                | Olivier Giroud      | Chelsea          | definitivo (2,85 milioni €)                                             |
| A                | Pietro Pellegri     | Monaco           | prestito oneroso (0,493 milioni €) con diritto/obbligo di riscatto      |
| Altre operazioni |                     |                  |                                                                         |
| R.               | Nome                | da               | Modalità                                                                |
| D                | Lenny Borges        | Bayern Monaco II | fine prestito                                                           |
| D                | Mattia Caldara      | Atalanta         | fine prestito                                                           |
| D                | Gabriele Galardi    | Lucchese         | fine prestito                                                           |
| D                | Diego Laxalt        | Celtic           | fine prestito                                                           |
| D                | Jan-Carlo Simić     | Stoccarda        | definitivo (1 milione €)                                                |
| D                | Fikayo Tomori       | Chelsea          | diritto di riscatto esercitato (31,6 milioni €)                         |
| C                | Yacine Adli         | Bordeaux         | definitivo (8,5 milioni €)                                              |
| C                | Marco Brescianini   | Virtus Entella   | fine prestito                                                           |
| C                | Brahim Díaz         | Real Madrid      | prestito biennale (3 milioni €)                                         |
| C                | Emir Murati         | Vibonese         | fine prestito                                                           |
| C                | Tommaso Pobega      | Spezia           | fine prestito                                                           |
| C                | Alessandro Sala     | Pro Sesto        | fine prestito                                                           |
| C                | Sandro Tonali       | Brescia          | definitivo (14,5 milioni €)                                             |
| A                | Gabriele Capanni    | Cesena           | fine prestito                                                           |
| A                | Luan Capanni        | Racing Santander | fine prestito                                                           |
| A                | Lorenzo Colombo     | Cremonese        | fine prestito                                                           |
| A                | Chaka Traorè        | Parma            | definitivo (0,6 milioni €)                                              |
| A                | Frank Tsadjout      | Cittadella       | fine prestito                                                           |

| Cessioni         | Cessioni             | Cessioni              | Cessioni                                                              |
| R.               | Nome                 | a                     | Modalità                                                              |
| ---------------- | -------------------- | --------------------- | --------------------------------------------------------------------- |
| P                | Antonio Donnarumma   |                       | svincolato                                                            |
| P                | Gianluigi Donnarumma |                       | svincolato                                                            |
| D                | Diogo Dalot          | Manchester Utd        | fine prestito                                                         |
| C                | Hakan Çalhanoğlu     |                       | svincolato                                                            |
| C                | Soualiho Meïté       | Torino                | fine prestito                                                         |
| A                | Jens Petter Hauge    | Eintracht Francoforte | prestito oneroso (1,6 milioni €) con obbligo di riscatto condizionato |
| A                | Mario Mandžukić      |                       | svincolato                                                            |
| Altre operazioni |                      |                       |                                                                       |
| R.               | Nome                 | a                     | Modalità                                                              |
| D                | Leroy Abanda         | Boulogne              | prestito                                                              |
| D                | Mattia Caldara       | Venezia               | prestito con diritto di riscatto                                      |
| D                | Gabriele Galardi     | Team Nuova Florida    | definitivo                                                            |
| D                | Diego Laxalt         | Dinamo Mosca          | definitivo (3,5 milioni €)                                            |
| C                | Yacine Adli          | Bordeaux              | prestito                                                              |
| C                | Marco Brescianini    | Monza                 | prestito                                                              |
| C                | Giacomo Olzer        | Brescia               | definitivo con diritto di recompra                                    |
| C                | Tommaso Pobega       | Torino                | prestito                                                              |
| C                | Alessandro Sala      | Renate                | prestito                                                              |
| A                | Gabriele Capanni     | Ternana               | prestito con diritto di riscatto e controriscatto                     |
| A                | Luan Capanni         | Viterbese             | prestito con diritto di riscatto                                      |
| A                | Lorenzo Colombo      | SPAL                  | prestito                                                              |
| A                | Frank Tsadjout       | Pordenone             | prestito con diritto di riscatto e controriscatto                     |

### Sessione invernale (dal 3/1 al 31/1)
| Acquisti         | Acquisti            | Acquisti     | Acquisti                         |
| R.               | Nome                | da           | Modalità                         |
| ---------------- | ------------------- | ------------ | -------------------------------- |
| A                | Marko Lazetić       | Stella Rossa | definitivo (4,5 milioni €)       |
| Altre operazioni |                     |              |                                  |
| R.               | Nome                | da           | Modalità                         |
| D                | Cathal Heffernan    | Cork City    | prestito con diritto di riscatto |
| C                | Alessandro Sala     | Renate       | risoluzione prestito             |
| A                | Luan Capanni        | Viterbese    | risoluzione prestito             |
| A                | Bob Murphy Omoregbe | Borgosesia   | definitivo (0,1 milioni €)       |
| A                | Frank Tsadjout      | Pordenone    | risoluzione prestito             |

| Cessioni         | Cessioni            | Cessioni   | Cessioni                                          |
| R.               | Nome                | a          | Modalità                                          |
| ---------------- | ------------------- | ---------- | ------------------------------------------------- |
| P                | Alessandro Plizzari | Lecce      | prestito                                          |
| D                | Andrea Conti        | Sampdoria  | definitivo (0€)                                   |
| A                | Pietro Pellegri     | Monaco     | risoluzione prestito                              |
| Altre operazioni |                     |            |                                                   |
| R.               | Nome                | a          | Modalità                                          |
| D                | Milos Kerkez        | AZ Alkmaar | definitivo (2 milioni €)                          |
| C                | Alessandro Sala     | Pro Sesto  | definitivo                                        |
| A                | Luan Capanni        | Grosseto   | prestito                                          |
| A                | Frank Tsadjout      | Ascoli     | prestito con diritto di riscatto e controriscatto |

### Operazioni esterne alle sessioni
Il 13 ottobre 2021, per sostituire i lungodegenti Maignan e Plizzari, il Milan ingaggia dal mercato degli svincolati il portiere Antonio Mirante.
| Acquisti | Acquisti        | Acquisti | Acquisti   |
| R.       | Nome            | da       | Modalità   |
| -------- | --------------- | -------- | ---------- |
| P        | Antonio Mirante |          | svincolato |

## Risultati

### Serie A

#### Girone di andata
| Arbitro: | Guida (Torre Annunziata) |

|  |           |         |
|  | Marcatori | 9’ Díaz |

| Arbitro: | Serra (Torino) |

|                                            |           |            |
| Tonali 12’ Leão 17’ Giroud 24’, 43’ (rig.) | Marcatori | 15’ Deiola |

| Arbitro: | Chiffi (Padova) |

|                          |           |  |
| Leão 45’ Ibrahimović 67’ | Marcatori |  |

| Arbitro: | Doveri (Roma 1) |

|           |           |           |
| Morata 4’ | Marcatori | 76’ Rebić |

| Arbitro: | Pezzuto (Lecce) |

|                        |           |  |
| Díaz 68’ Hernández 82’ | Marcatori |  |

| Arbitro: | Manganiello (Pinerolo) |

|           |           |                      |
| Verde 80’ | Marcatori | 48’ Maldini 86’ Díaz |

| Arbitro: | Di Bello (Brindisi) |

|                                 |           |                                 |
| Zapata 86’ (rig.) Pašalić 90+4’ | Marcatori | 1’ Calabria 43’ Tonali 78’ Leão |

| Arbitro: | Prontera (Bologna) |

|                                                |           |                             |
| Giroud 59’ Kessié 76’ (rig.) Günter 78’ (aut.) | Marcatori | 7’ Caprari 24’ (rig.) Barák |

| Arbitro: | Valeri (Roma 2) |

|                                   |           |                                                    |
| Ibrahimović 49’ (aut.) Barrow 52’ | Marcatori | 16’ Leão 35’ Calabria 84’ Bennacer 90’ Ibrahimović |

| Arbitro: | Aureliano (Bologna) |

|            |           |  |
| Giroud 14’ | Marcatori |  |

| Arbitro: | Maresca (Napoli) |

|                   |           |                                   |
| El Shaarawy 90+3’ | Marcatori | 26’ Ibrahimović 57’ (rig.) Kessié |

| Arbitro: | Doveri (Roma 1) |

|                    |           |                       |
| de Vrij 17’ (aut.) | Marcatori | 11’ (rig.) Çalhanoğlu |

| Arbitro: | Guida (Torre Annunziata) |

|                                             |           |                                          |
| Duncan 15’ Saponara 45+1’ Vlahović 60’, 85’ | Marcatori | 62’, 67’ Ibrahimović 90+6’ (aut.) Venuti |

| Arbitro: | Manganiello (Pinerolo) |

|               |           |                                          |
| Romagnoli 21’ | Marcatori | 24’ Scamacca 33’ (aut.) Kjær 66’ Berardi |

| Arbitro: | Sacchi (Macerata) |

|  |           |                                    |
|  | Marcatori | 10’ Ibrahimović 45+2’, 61’ Messias |

| Arbitro: | Giua (Olbia) |

|                            |           |  |
| Kessié 5’ Saelemaekers 18’ | Marcatori |  |

| Arbitro: | Fourneau (Roma 1) |

|          |           |                   |
| Beto 17’ | Marcatori | 90+2’ Ibrahimović |

| Arbitro: | Massa (Imperia) |

|  |           |          |
|  | Marcatori | 5’ Elmas |

| Arbitro: | Di Bello (Brindisi) |

|                                  |           |                                            |
| Bajrami 18’ Pinamonti 84’ (rig.) | Marcatori | 12’, 42’ Kessié 63’ Florenzi 69’ Hernández |

#### Girone di ritorno
| Arbitro: | Chiffi (Padova) |

|                                       |           |             |
| Giroud 8’ (rig.) Messias 17’ Leão 82’ | Marcatori | 40’ Abraham |

| Arbitro: | Irrati (Pistoia) |

|  |           |                                          |
|  | Marcatori | 2’ Ibrahimović 48’, 59’ (rig.) Hernández |

| Arbitro: | Serra (Torino) |

|            |           |                         |
| Leão 45+1’ | Marcatori | 64’ Agudelo 90+6’ Gyasi |

| Milano 23 gennaio 2022, ore 20:45 CET 23ª giornata | Milan               | 0 – 0 referto | Juventus | Stadio Giuseppe Meazza (5 000 spett.)\| Arbitro: \| Di Bello (Brindisi) \| |
| Arbitro:                                           | Di Bello (Brindisi) |               |          |                                                                            |

| Arbitro: | Guida (Torre Annunziata) |

|             |           |                 |
| Perišić 38’ | Marcatori | 75’, 78’ Giroud |

| Arbitro: | Chiffi (Padova) |

|         |           |  |
| Leão 8’ | Marcatori |  |

| Arbitro: | Fabbri (Ravenna) |

|                         |           |                      |
| Bonazzoli 29’ Đurić 72’ | Marcatori | 5’ Messias 77’ Rebić |

| Arbitro: | Marchetti (Ostia Lido) |

|          |           |            |
| Leão 29’ | Marcatori | 66’ Udogie |

| Arbitro: | Orsato (Schio) |

|  |           |            |
|  | Marcatori | 49’ Giroud |

| Arbitro: | Chiffi (Padova) |

|            |           |  |
| Kalulu 19’ | Marcatori |  |

| Arbitro: | Di Bello (Brindisi) |

|  |           |              |
|  | Marcatori | 59’ Bennacer |

| Milano 4 aprile 2022, ore 20:45 CEST 31ª giornata | Milan              | 0 – 0 referto | Bologna | Stadio Giuseppe Meazza (68 136 spett.)\| Arbitro: \| Marinelli (Tivoli) \| |
| Arbitro:                                          | Marinelli (Tivoli) |               |         |                                                                            |

| Torino 10 aprile 2022, ore 20:45 CEST 32ª giornata | Torino          | 0 – 0 referto | Milan | Stadio Olimpico Grande Torino (23 472 spett.)\| Arbitro: \| Doveri (Roma 1) \| |
| Arbitro:                                           | Doveri (Roma 1) |               |       |                                                                                |

| Arbitro: | Chiffi (Padova) |

|                      |           |  |
| Leão 11’ Messias 87’ | Marcatori |  |

| Arbitro: | Guida (Torre Annunziata) |

|             |           |                         |
| Immobile 4’ | Marcatori | 50’ Giroud 90+2’ Tonali |

| Arbitro: | Valeri (Roma 2) |

|          |           |  |
| Leão 82’ | Marcatori |  |

| Arbitro: | Doveri (Roma 1) |

|             |           |                                |
| Faraoni 38’ | Marcatori | 45+3’, 50’ Tonali 86’ Florenzi |

| Arbitro: | Orsato (Schio) |

|                        |           |  |
| Leão 56’ Hernández 75’ | Marcatori |  |

| Arbitro: | Doveri (Roma 1) |

|  |           |                            |
|  | Marcatori | 17’, 32’ Giroud 36’ Kessié |

### Coppa Italia

#### Fase a eliminazione diretta
| Arbitro: | Aureliano (Bologna) |

|                                        |           |              |
| Giroud 74’ Leão 102’ Saelemaekers 112’ | Marcatori | 17’ Østigård |

| Arbitro: | Sozza (Seregno) |

|                                       |           |  |
| Leão 24’ Giroud 41’, 45+1’ Kessié 79’ | Marcatori |  |

| Milano 1º marzo 2022, ore 21:00 CET Semifinale – Andata | Milan             | 0 – 0 referto | Inter | Stadio Giuseppe Meazza (53 881 spett.)\| Arbitro: \| Mariani (Aprilia) \| |
| Arbitro:                                                | Mariani (Aprilia) |               |       |                                                                           |

| Arbitro: | Mariani (Aprilia) |

|                             |           |  |
| Martínez 4’, 40’ Gosens 82’ | Marcatori |  |

### UEFA Champions League

#### Fase a gironi
| Arbitro: | Marciniak |

|                                          |           |                    |
| Tomori 9’ (aut.) Salah 49’ Henderson 69’ | Marcatori | 42’ Rebić 44’ Díaz |

| Arbitro: | Çakır |

|          |           |                                   |
| Leão 20’ | Marcatori | 84’ Griezmann 90+7’ (rig.) Suárez |

| Arbitro: | Brych |

|             |           |  |
| L. Díaz 65’ | Marcatori |  |

| Arbitro: | Turpin |

|                   |           |            |
| Mbemba 61’ (aut.) | Marcatori | 6’ L. Díaz |

| Arbitro: | Vinčić |

|  |           |             |
|  | Marcatori | 87’ Messias |

| Arbitro: | Makkelie |

|            |           |                     |
| Tomori 29’ | Marcatori | 36’ Salah 55’ Origi |

## Statistiche

### Statistiche di squadra
| Competizione     | Punti | In casa | In casa | In casa | In casa | In casa | In casa | In trasferta | In trasferta | In trasferta | In trasferta | In trasferta | In trasferta | Totale | Totale | Totale | Totale | Totale | Totale | DR  |
| Competizione     | Punti | G       | V       | N       | P       | Gf      | Gs      | G            | V            | N            | P            | Gf           | Gs           | G      | V      | N      | P      | Gf     | Gs     | DR  |
| ---------------- | ----- | ------- | ------- | ------- | ------- | ------- | ------- | ------------ | ------------ | ------------ | ------------ | ------------ | ------------ | ------ | ------ | ------ | ------ | ------ | ------ | --- |
| Serie A          | 86    | 19      | 12      | 4       | 3       | 28      | 12      | 19           | 14           | 4            | 1            | 41           | 19           | 38     | 26     | 8      | 4      | 69     | 31     | +38 |
| Coppa Italia     | -     | 3       | 2       | 1       | 0       | 7       | 1       | 1            | 0            | 0            | 1            | 0            | 3            | 4      | 2      | 1      | 1      | 7      | 4      | +3  |
| Champions League | 4     | 3       | 0       | 1       | 2       | 3       | 5       | 3            | 1            | 0            | 2            | 3            | 4            | 6      | 1      | 1      | 4      | 6      | 9      | -3  |
| Totale           | -     | 25      | 14      | 6       | 5       | 38      | 18      | 23           | 15           | 4            | 4            | 44           | 26           | 48     | 29     | 10     | 9      | 82     | 44     | +38 |

### Andamento in campionato
| Giornata  | 1 | 2 | 3 | 4 | 5 | 6 | 7 | 8 | 9 | 10 | 11 | 12 | 13 | 14 | 15 | 16 | 17 | 18 | 19 | 20 | 21 | 22 | 23 | 24 | 25 | 26 | 27 | 28 | 29 | 30 | 31 | 32 | 33 | 34 | 35 | 36 | 37 | 38 |
| --------- | - | - | - | - | - | - | - | - | - | -- | -- | -- | -- | -- | -- | -- | -- | -- | -- | -- | -- | -- | -- | -- | -- | -- | -- | -- | -- | -- | -- | -- | -- | -- | -- | -- | -- | -- |
| Luogo     | T | C | C | T | C | T | T | C | T | C  | T  | C  | T  | C  | T  | C  | T  | C  | T  | C  | T  | C  | C  | T  | C  | T  | C  | T  | C  | T  | C  | T  | C  | T  | C  | T  | C  | T  |
| Risultato | V | V | V | N | V | V | V | V | V | V  | V  | N  | P  | P  | V  | V  | N  | P  | V  | V  | V  | P  | N  | V  | V  | N  | N  | V  | V  | V  | N  | N  | V  | V  | V  | V  | V  | V  |
| Posizione | 1 | 1 | 1 | 2 | 2 | 2 | 2 | 2 | 1 | 1  | 1  | 1  | 1  | 2  | 2  | 1  | 2  | 2  | 2  | 2  | 2  | 2  | 2  | 2  | 1  | 1  | 1  | 1  | 1  | 1  | 1  | 1  | 1  | 1  | 1  | 1  | 1  | 1  |

Fonte:  Serie A – Classifica giornata, su transfermarkt.it.
Legenda:

Luogo: C = Casa; T = Trasferta. Risultato: V = Vittoria; N = Pareggio; P = Sconfitta.

### Statistiche dei giocatori
Sono in corsivo i calciatori che hanno lasciato la società a stagione in corso.
| Giocatore       | Serie A  | Serie A | Serie A     | Serie A    | Coppa Italia | Coppa Italia | Coppa Italia | Coppa Italia | Champions League | Champions League | Champions League | Champions League | Totale   | Totale | Totale      | Totale     |
| Giocatore       | Presenze | Reti    | Ammonizioni | Espulsioni | Presenze     | Reti         | Ammonizioni  | Espulsioni   | Presenze         | Reti             | Ammonizioni      | Espulsioni       | Presenze | Reti   | Ammonizioni | Espulsioni |
| --------------- | -------- | ------- | ----------- | ---------- | ------------ | ------------ | ------------ | ------------ | ---------------- | ---------------- | ---------------- | ---------------- | -------- | ------ | ----------- | ---------- |
| T. Bakayoko     | 14       | 0       | 3           | 0          | 1            | 0            | 0            | 0            | 3                | 0                | 1                | 0                | 18       | 0      | 4           | 0          |
| F. Ballo-Touré  | 10       | 0       | 2           | 0          | 0            | 0            | 0            | 0            | 2                | 0                | 0                | 0                | 12       | 0      | 2           | 0          |
| I. Bennacer     | 31       | 2       | 7           | 0          | 3            | 0            | 0            | 0            | 6                | 0                | 1                | 0                | 40       | 2      | 8           | 0          |
| D. Calabria     | 26       | 2       | 2           | 0          | 3            | 0            | 0            | 0            | 4                | 0                | 0                | 0                | 33       | 2      | 2           | 0          |
| S. Castillejo   | 5        | 0       | 1           | 0          | 0            | 0            | 0            | 0            | -                | -                | -                | -                | 5        | 0      | 1           | 0          |
| A. Conti        | 1        | 0       | 0           | 0          | -            | -            | -            | -            | -                | -                | -                | -                | 1        | 0      | 0           | 0          |
| B. Díaz         | 31       | 3       | 4           | 0          | 4            | 0            | 0            | 0            | 5                | 1                | 1                | 0                | 40       | 4      | 5           | 0          |
| A. Florenzi     | 24       | 2       | 2           | 0          | 2            | 0            | 0            | 0            | 4                | 0                | 0                | 0                | 30       | 2      | 2           | 0          |
| M. Gabbia       | 8        | 0       | 3           | 0          | 2            | 0            | 0            | 0            | 0                | 0                | 0                | 0                | 10       | 0      | 3           | 0          |
| O. Giroud       | 29       | 11      | 4           | 0          | 4            | 3            | 0            | 0            | 5                | 0                | 2                | 0                | 38       | 14     | 6           | 0          |
| T. Hernández    | 32       | 5       | 7           | 2          | 4            | 0            | 1            | 0            | 5                | 0                | 2                | 0                | 41       | 5      | 10          | 2          |
| Z. Ibrahimović  | 23       | 8       | 2           | 0          | 0            | 0            | 0            | 0            | 4                | 0                | 1                | 0                | 27       | 8      | 3           | 0          |
| P. Kalulu       | 28       | 1       | 4           | 0          | 4            | 0            | 0            | 0            | 5                | 0                | 1                | 0                | 37       | 1      | 5           | 0          |
| F. Kessié       | 31       | 6       | 2           | 0          | 3            | 1            | 0            | 0            | 5                | 0                | 2                | 1                | 39       | 7      | 4           | 1          |
| S. Kjær         | 11       | 0       | 2           | 0          | 0            | 0            | 0            | 0            | 3                | 0                | 0                | 0                | 14       | 0      | 2           | 0          |
| R. Krunić       | 28       | 0       | 2           | 0          | 3            | 0            | 0            | 0            | 4                | 0                | 0                | 0                | 35       | 0      | 2           | 0          |
| M. Lazetić      | 0        | 0       | 0           | 0          | 1            | 0            | 0            | 0            | -                | -                | -                | -                | 1        | 0      | 0           | 0          |
| R. Leão         | 34       | 11      | 4           | 0          | 4            | 2            | 0            | 0            | 4                | 1                | 1                | 0                | 42       | 14     | 5           | 0          |
| M. Maignan      | 32       | -21     | 1           | 0          | 4            | -4           | 0            | 0            | 3                | -7               | 1                | 0                | 39       | -32    | 2           | 0          |
| D. Maldini      | 8        | 1       | 1           | 0          | 2            | 0            | 0            | 0            | 3                | 0                | 0                | 0                | 13       | 1      | 1           | 0          |
| J. Messias      | 26       | 5       | 2           | 0          | 4            | 0            | 0            | 0            | 2                | 1                | 0                | 0                | 32       | 6      | 2           | 0          |
| A. Mirante      | 0        | -0      | 0           | 0          | 0            | -0           | 0            | 0            | 0                | -0               | 0                | 0                | 0        | -0     | 0           | 0          |
| P. Pellegri     | 6        | 0       | 0           | 0          | 0            | 0            | 0            | 0            | -                | -                | -                | -                | 6        | 0      | 0           | 0          |
| A. Plizzari     | 0        | -0      | 0           | 0          | 0            | -0           | 0            | 0            | 0                | -0               | 0                | 0                | 0        | -0     | 0           | 0          |
| T. Pobega       | 0        | 0       | 0           | 0          | -            | -            | -            | -            | -                | -                | -                | -                | 0        | 0      | 0           | 0          |
| A. Rebić        | 24       | 2       | 2           | 0          | 3            | 0            | 0            | 0            | 2                | 1                | 1                | 0                | 29       | 3      | 3           | 0          |
| E. Roback       | 0        | 0       | 0           | 0          | 1            | 0            | 0            | 0            | -                | -                | -                | -                | 1        | 0      | 0           | 0          |
| A. Romagnoli    | 19       | 1       | 4           | 1          | 2            | 0            | 0            | 0            | 5                | 0                | 0                | 0                | 26       | 1      | 4           | 1          |
| A. Saelemaekers | 36       | 1       | 2           | 0          | 4            | 1            | 1            | 0            | 6                | 0                | 1                | 0                | 46       | 2      | 4           | 0          |
| L. Stanga       | 1        | 0       | 0           | 0          | 0            | 0            | 0            | 0            | 0                | 0                | 0                | 0                | 1        | 0      | 0           | 0          |
| C. Tătărușanu   | 6        | -10     | 0           | 0          | 0            | -0           | 0            | 0            | 3                | -2               | 0                | 0                | 9        | -12    | 0           | 0          |
| F. Tomori       | 31       | 0       | 4           | 0          | 4            | 0            | 1            | 0            | 5                | 1                | 2                | 0                | 40       | 1      | 7           | 0          |
| S. Tonali       | 36       | 5       | 9           | 0          | 3            | 0            | 2            | 0            | 6                | 0                | 0                | 0                | 45       | 5      | 11          | 0          |

## Giovanili

### Organigramma
- Responsabile tecnico: Angelo Carbone[65]

Primavera
- Allenatore: Federico Giunti, Christian Terni (dal 28/04/2022)

### Piazzamenti
- Primavera:
  - Campionato: 13º posto
  - Coppa Italia: ottavi di finale
  - UEFA Youth League: primo turno

- Under-18:
  - Campionato: 10º posto[159]
- Under-17:
  - Campionato: semifinale[160]
- Under-16:
  - Campionato: finale[161]
- Under-15:
  - Campionato: vincitrice[162]